# Ida Lvovna Rubinstein

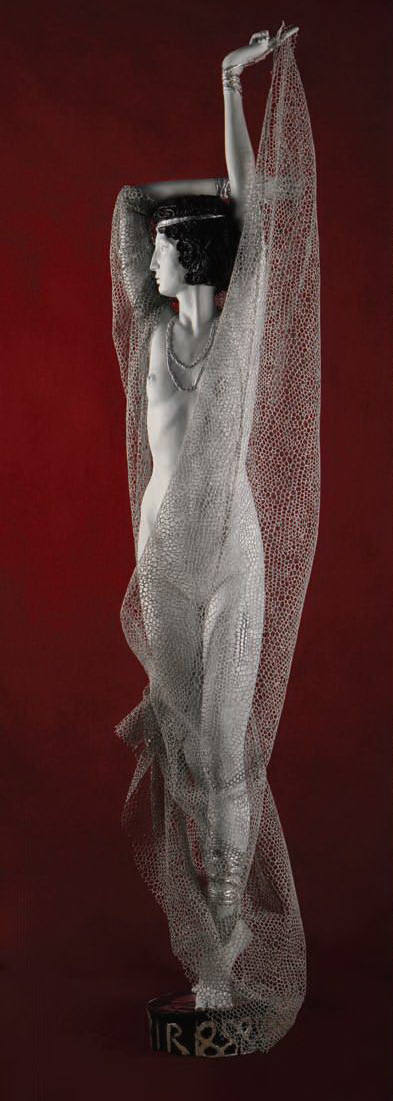
Ivan Korzsev: Ida (festett műkő, szövet) „Hét fátyol tánc” (Glazunov: Salome)

Ida Rubinstein (Ида Львовна Рубинштейн) (Harkiv, 1883. szeptember 21. – Vence, 1960. szeptember 20.) orosz zsidó táncosnő, korának ünnepelt sztárja volt. Számos jelentős 20. századi zenés színpadi mű (Debussy, Honegger, Stravinsky) ihletője vagy megrendelője. Azt mondják, ő inspirálta Maurice Ravel Boléro című művét is. Először Szentpéterváron, majd Gyagilev Cári Orosz Balettjánál, később Párizsban aratta sikereit.
Kiemelkedő képzőművészek alkotások sokaságán örökítették meg alakját.

## Életrajz
Családja gazdag nagykereskedőkből állt, remek személyes kapcsolatokkal rendelkeztek. Támogatták az egyházat és a kultúrát.
1888-ban elvesztette anyját, majd 1892-ben apját is. Nagybátyja nevelte, aki 1894-ben halt meg. Ekkor Pétervárra költözött idősebb másodunokatestvéréhez. 1904–07 között színházművészetet tanult, majd 1907–08-ban magán táncórákra járt Fokinhoz.
Először 1904-ben lépett színpadra (még álnéven) az Antigoné c. darabbal, ami csak egy előadást ért meg, de ezzel kezdődött hosszan tartó együttműködése Leon Bakszttal, a világhírűvé vált díszlet- és jelmeztervezővel.
Glazunov zenéjére 1908-ban eltáncolta volna Oscar Wilde Saloméját a Mihajlovszkij Színházban. Az előadás elmaradt, de később nyilvánosság elé került a pétervári Konzervatóriumban. Mejerhold állította színpadra Fokin koreográfiáját. A Hét fátyol tánc közben szinte teljesen levetkőzött, amivel botrányt okozott. Viszont ebben fedezte föl Gyagilev. Ezután került a Cári Baletthoz.
1909–1911 között volt Gyagilev társulatának tagja. Először a Kleopatra c. előadásban lépett fel Anna Pavlova és Vaclav Nyizsinszkij mellett, Párizsban. A következő darab a Seherezádé volt (Rimszkij-Korszakov).
1911-ben elhagyta a Cári Balettot és saját együttest alapított.
Ida Rubinstein 1934-ben vonult vissza. Színpadon prózai szerepeket is alakított, görög tragédiákban is játszott, és például 1924-ben fellépett a Sarah Bernhardt Színházban A kaméliás hölgy címszerepében is.